# Wanna
Wanna község Németországban, Alsó-Szászországban, a Cuxhaveni járásban. Lakosainak száma 2296 fő (2023. december 31.).

## Földrajza
Wanna Wurster Nordseeküste és Geestland községekkel határos.